# ポルゼラ
ポルゼラ（Polzela, ドイツ語：Heilenstein）は、スロベニアの市である。